# Hostili Tul·lus
Hostili Tul·lus (en llatí: Hostilius Tullus) va ser un magistrat romà del segle i aC. Formava part de la gens Hostília.
Era un instrument de Marc Antoni que el va fer elegir tribú de la plebs l'any 43 aC. La seva actuació va anar encaminada a afavorir els interessos del seu patró. Ciceró en parla, i diu que el seu nom estava fixat a la porta, referint-se a la Cúria Hostília, lloc on es reunia preferentment el senat romà.